# Argallera

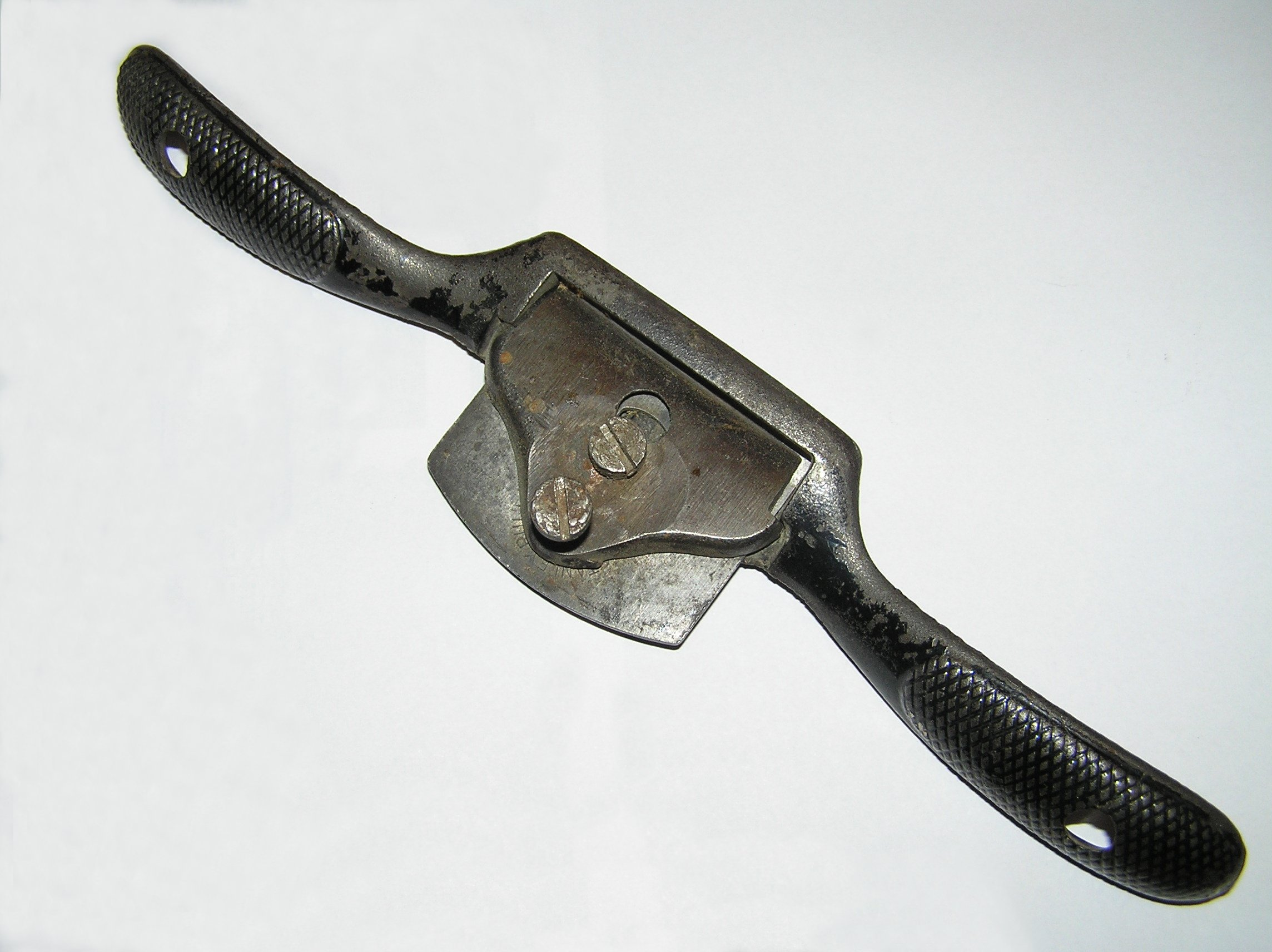
Argallera metálica.

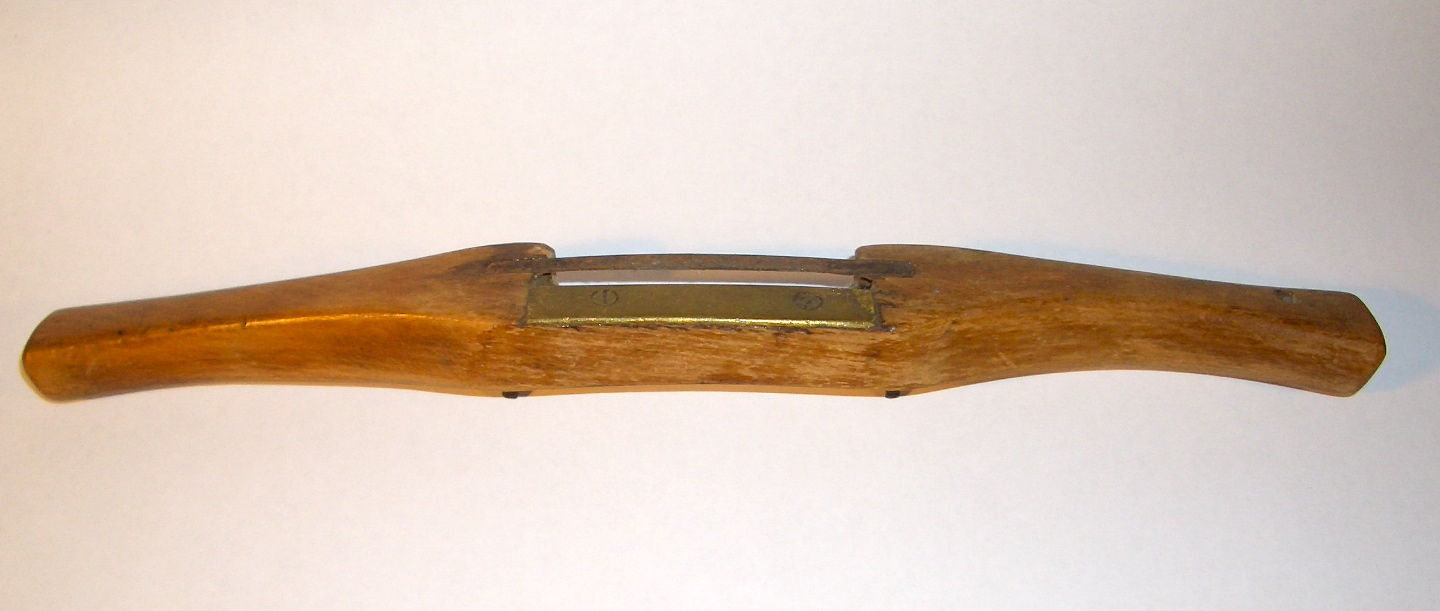
Argallera de madera.

La argallera es una herramienta de carpintería utilizada para rebajar o alisar maderas. 
Suele ser utilizada para rebajar y alisar maderas en trabajos de fabricación de rayos para ruedas de carruajes, patas de sillas y muebles, remos, arcos y flechas. También se la suele ser utilizada por los toneleros para hacer surcos en redondo.

## Descripción
Se compone de una tablita semicircular de madera con dos mangos en los extremos del círculo para manejarla. Atraviesa esta tabla perpendicularmente una barrita de hierro en cuyo extremo interior tiene adaptada una plancha de acero dentada en forma de serrucho de medio punto  que es la que trabaja el dicho rebajo.

## Usos
Se usa especialmente para hacer en las duelas la hendidura en que entra la tapa o fondo de los cubos y toneles.

## Sinónimos
Se llama también abladera, tabladera, doladera, argollo, garlopin Bastren, cepillo bastren y cepillo de desbaste.